# Xã Golden Belt, Quận Lincoln, Kansas
Xã Golden Belt (tiếng Anh: Golden Belt Township) là một xã thuộc quận Lincoln, tiểu bang Kansas, Hoa Kỳ. Năm 2010, dân số của xã này là 40 người.